# یوروپا یونیورسالیس: روم
یوروپا یونیورسالیس: روم یک بازی گرند استراتژی ساخته شده به دست پارادوکس دولوپمنت استودیو و منشتر شده به دست پارادوکس اینتراکتیو در سال ۲۰۰۸ است که سومین بازی در سری یوروپا یونیورسالیس می‌باشد.

## گیم پلی
بازی در دوران جمهوری روم قرار دارد و آغاز بازی از سال ۲۸۰ پیش از میلاد واقع شده‌است. بازیکنان حق انتخاب بیش از ۵۳ کشور را دارند که هر کدام کارتاژی، سلتی، مصری، یونانی و رومی را نشان می‌دهند.
این بازی در آوریل ۲۰۰۸ برای ویندوز و برای مک‌اواس در ژوئیه ۲۰۰۸ نیز منشتر شد.

## نسخه‌های مختلف
در ۱۹ نوامبر ۲۰۰۸، تنها بسته گسترشی بازی، یعنی Vae Victis منتشر شد. پارادوکس ایده‌هایی برای منتشر کردن بسته گسترشی دیگر دربارهٔ دوران اسکندر مقدونی نیز داشت اما این ایده هرگز عملی نشد.